# 灵异照片

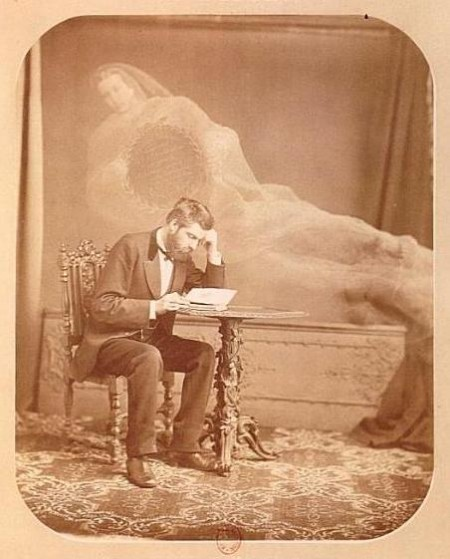
愛德華·伊西多爾·布古特（1840–1901）作

灵异照片（英語：spirit photography）是指拍到鬼或灵异现象的照片，一些作品例如電視節目《毛骨悚然撞鬼經驗》即以此为题材。
一些摄影师会靠拍灵异照片赚钱，如美國的威廉·穆勒（William Mumler）。在他以前拍的自拍像中有他死去表弟的影像。
靈異照片也叫鬼照片，其中有些照片拍到往生者的影像。靈異照片的歷史可追溯到1860年，有些則伴随着争议和造假。